# Ródenas
Ródenas é um município da Espanha na província de Teruel, comunidade autónoma de Aragão. Tem 44,4 quilômetros quadrados de área e em 2021 tinha 61 habitantes (densidade: 1,4 hab./km²).

## Demografia
| Variação demográfica do município entre 1991 e 2004 | Variação demográfica do município entre 1991 e 2004 | Variação demográfica do município entre 1991 e 2004 | Variação demográfica do município entre 1991 e 2004 |
| --------------------------------------------------- | --------------------------------------------------- | --------------------------------------------------- | --------------------------------------------------- |
| 1991                                                | 1996                                                | 2001                                                | 2004                                                |
| 103                                                 | 98                                                  | 82                                                  | 88                                                  |